# دانييل باور
دانييل باور (بالألمانية: Daniel Bauer)‏ (17 أكتوبر 1982 آندرناخ ألمانيا - ) هو لاعب كرة قدم ألماني يلعب كلاعب وسط.

## روابط خارجية
- دانييل باور على موقع قاعدة بيانات كرة القدم.إي يو (الإنجليزية)
- دانييل باور على موقع بيانات كرة القدم. دي إي (الألمانية)
- دانييل باور على موقع عالم كرة القدم.نت (الإنجليزية)